# Winter Light
Winter Light (în suedeză Nattvardsgästerna), cunoscut și ăn varianta în limba română Comunianții, este un film tragic suedez din 1963, scris și regizat de Ingmar Bergman, cu actorii săi obișnuiți, Gunnar Björnstrand, Ingrid Thulin și Max von Sydow în rolurile principale. Filmul îl urmărește pe Tomas Ericsson (Björnstrand), pastorul unei mici biserici rurale suedeze, în timp ce se confruntă cu o criză existențială și cu creștinismul său.
Filmul este al doilea dintr-o serie de filme legate tematic, după Through a Glass Darkly (1961) și urmat de The Silence(1963); serie uneori considerată o trilogie. În el, Bergman reconsideră argumentul din Through a Glass Darkly, conform căruia Dumnezeu este iubire și repetă referința filmului anterior la Dumnezeu ca un păianjen monstruos.
Bergman a format povestea după ce a vorbit cu un preot al cărui enoriaș s-a sinucis. Filmul a fost filmat în diferite locații din Suedia în 1962. Filmul lui Vilgot Sjöman, Ingmar Bergman Makes a Movie, a fost realizat simultan cu Winter Light și documentează producția acestuia. Lungmetrajul a primit recenzii pozitive pentru cinematografia și temele sale.

## Rezumat
În ultimele momente ale slujbei de prânz oficiate de pastorul Tomas Ericsson, doar câțiva enoriași mai sunt prezenți: pescarul Jonas Persson și soția sa însărcinată, Karin, precum și Märta, fosta amantă a lui Tomas, o femeie atee. După încheierea slujbei, deși este răcit, Tomas se pregătește să plece spre un alt oraș, unde trebuie să susțină o nouă slujbă la ora trei. Însă, înainte de a porni la drum, soții Persson revin la biserică pentru a vorbi cu el. Jonas, profund abătut după ce a aflat că China dezvoltă bomba atomică, caută îndrumare. 
Tomas îl ascultă pentru scurt timp, apoi îl roagă să revină după ce își duce soția acasă. După plecarea lor, apare Märta, profesoară suplinitoare, care încearcă să-l aline pe Tomas și îl întreabă dacă a citit scrisoarea pe care i-a trimis-o. Acesta mărturisește că nu a citit-o și își exprimă neputința în fața suferinței lui Jonas, recunoscând că nici el nu mai are speranță. Märta îi declară iubirea ei, dar adaugă că știe că nu este iubită. După ce pleacă, Tomas citește în cele din urmă scrisoarea.
În scrisoare, Märta relatează cum Tomas a devenit distant și rece, mai ales după ce o erupție cutanată i-a afectat grav corpul. Credința și rugăciunile ei nu au adus nicio alinare. Își amintește de copilăria ei într-o familie caldă, iubitoare, dar nereligioasă, și se arată uimită de lipsa de interes a lui Tomas față de figura lui Isus. După ce termină de citit, Tomas adoarme. Se trezește când Jonas revine și încearcă, cu dificultate, să-l sfătuiască. În cele din urmă, recunoaște că nu mai are credință. Mărturisește că trăia cu o credință egoistă – un Dumnezeu care iubea omenirea, dar în special pe el. În timpul Războiului Civil Spaniol, în care a slujit la Lisabona, nu a reușit să împace imaginea unui Dumnezeu iubitor cu ororile pe care le-a văzut, așa că le-a ignorat. Îi spune lui Jonas că poate e mai logic să negăm existența lui Dumnezeu, căci în lipsa Lui, cruzimea umană nu mai are nevoie de justificare. Jonas pleacă, iar Tomas, rămas singur, privește crucifixul și se declară, în sfârșit, liber.
Märta, care se ascunsese în capelă, aude aceste cuvinte și, fericită, îl îmbrățișează, dar Tomas nu răspunde gestului ei de afecțiune. În acel moment, văduva Magdalena aduce vestea tragică: Jonas s-a sinucis cu o pușcă. Tomas merge singur la locul tragediei și, cu o stăpânire de sine rece, ajută poliția să acopere trupul neînsuflețit. Märta sosește pe jos, iar cei doi se întorc împreună la casa ei. Ea îl invită să ia niște medicamente pentru răceală. În timp ce așteaptă în sala de clasă atașată locuinței ei, Tomas izbucnește brusc. Îi spune că a respins-o pentru că s-a săturat de bârfele din jurul relației lor. Când acest lucru nu o face să renunțe, continuă atacul: spune că s-a săturat de grijile și vorbăria ei neîntreruptă, și că nu se va putea compara niciodată cu regretata lui soție – singura femeie pe care a iubit-o vreodată. Deși rănită profund, Märta acceptă să meargă cu el la casa familiei Persson.
Aflând vestea morții soțului ei, Karin se prăbușește în lacrimi și se întreabă cum va putea merge mai departe alături de copiii ei. Tomas îi oferă un sprijin superficial, apoi pleacă.
Ajuns la a doua biserică pentru slujba de la ora trei, Tomas constată că este goală, cu excepția sacristului infirm, Algot, și a organistului Fredrik. În sacristie, Algot îl întreabă despre Patimile lui Isus și se întreabă de ce suferința fizică a fost mereu în prim-plan, când adevărata durere a fost trădarea – din partea ucenicilor și, în cele din urmă, din partea lui Dumnezeu, care a rămas tăcut pe cruce. „Nu a fost tăcerea lui Dumnezeu și mai dureroasă?”, întreabă Algot. Tomas, tăcut până atunci, răspunde simplu: da.
Între timp, Fredrik o îndeamnă pe Märta să-l părăsească pe Tomas și să-și urmeze propria viață, ca să nu-și vadă speranțele distruse, așa cum s-a întâmplat cu alții. Dar ea alege în schimb să se roage. Cei trei se întreabă dacă are rost să țină slujba, în lipsa enoriașilor. Tomas decide totuși să o țină, iar clopotele încep să bată. El deschide slujba recitând solemn: „Sfânt, Sfânt, Sfânt, Doamne Dumnezeule Atotputernic; cerul și pământul sunt pline de slava Ta”.

## Distribuție
- Gunnar Björnstrand – Tomas Ericsson, pastor
- Ingrid Thulin – Märta Lundberg, profesoară
- Gunnel Lindblom – Karin Persson
- Max von Sydow – Jonas Persson
- Allan Edwall – Algot Frövik, sacristan
- Kolbjörn Knudsen – Knut Aronsson, gardian
- Olof Thunberg – Fredrik Blom, organist
- Elsa Ebbesen – Magdalena Ledfors, văduvă

## Teme
Ingmar Bergman a identificat filme anterioare pe care le-a realizat cu teme similare, precum Izvorul fecioarei (1960) și Through a Glass Darkly (1961). Winter Light este adesea considerat al doilea film dintr-o trilogie, după Through a Glass Darkly și completat de The Silence.
Toate cele trei filme se concentrează pe probleme spirituale. Bergman scrie: „Aceste trei filme tratează reducerea. Through a Glass Darkly - certitudinea cucerită. Winter Light - certitudinea pătrunsă. The Silence - tăcerea lui Dumnezeu - amprenta negativă. Prin urmare, ele constituie o trilogie”. Ulterior, și-a retras afirmația că filmele formează o trilogie.
Cu Through a Glass Darkly încheindu-se cu o discuție despre cum Dumnezeu este iubire, Winter Light examinează în continuare dacă înțelegerea lui Dumnezeu este atât de simplă. Bergman a afirmat că a abandonat ideea că iubirea este o dovadă a existenței lui Dumnezeu pentru că era nesatisfăcător să o explice unui personaj care era sinucigaș de teama unui război nuclear. Personajul Blom batjocorește ideea de Dumnezeu ca iubire, atribuindu-i cuvintele lui Tomas, dar citând exact finalul din Through a Glass Darkly. PentruThomas, pierderea soției sale și pierderea capacității sale de a iubi sunt o dovadă suplimentară că Dumnezeu a devenit tăcut. În schimb, personajul Algot, prezentat ca iluminat, echivalează criza spirituală a lui Tomas cu cuvintele lui Iisus pe cruce și cu „tăcerea” lui Dumnezeu.
La fel ca în romanul Through a Glass Darkly, The Winter Light îl descrie pe Dumnezeu ca pe un „zeu-păianjen”, The Winter Light explicând metafora atunci când Tomas îl leagă pe zeul-păianjen de suferință, spre deosebire de ideile sale anterioare despre un Dumnezeu al iubirii care oferă alinare. Finalul ar putea însemna că Tomas a decis că Dumnezeu nu există sau că Tomas învață că trebuie să-și păstreze credința pentru că toți creștinii, inclusiv Isus, se confruntă cu tăcerea lui Dumnezeu.
În viziunea lui Bergman, The Winter Light reprezintă sfârșitul studiului său despre existența lui Dumnezeu, după care iubirea umană a devenit principala sa preocupare.

## Lansare
Filmul a avut premiera în Suedia pe 11 februarie 1963. Interviurile lui Vilgot Sjöman cu spectatorii la premiera suedeză au indicat faptul că spectatorii au considerat-o o capodoperă, că interpretările au fost realiste, iar luptele lui Bergman cu credința au fost relevante pentru toată lumea. În Statele Unite, Winter Light a avut premiera în New York City pe 13 mai 1963, distribuit de Janus Films.
Pe 19 august 2003, The Criterion Collection a lansat filmul pe DVD în Regiunea 1, într-un set cu Through a Glass Darkly, The Silence și documentarul lui Sjöman, Ingmar Bergman Makes a Movie. În 2018, Criterion a anunțat o lansare Blu-ray în Regiunea A pentru 20 noiembrie 2018, împreună cu alte 38 de filme Bergman, în setul Ingmar Bergman's Cinema.